# Klaus Evertz (Politiker)

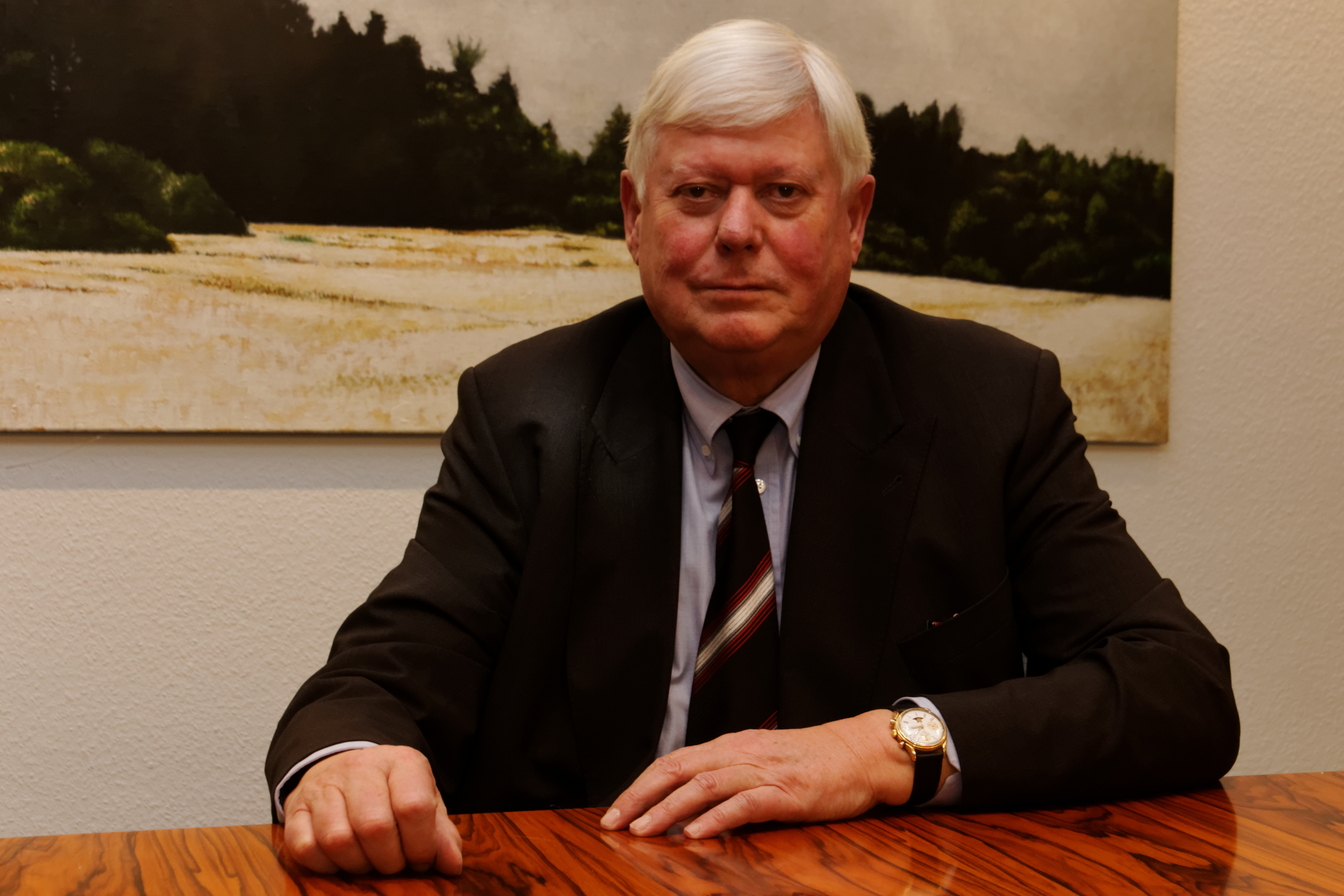
Klaus Evertz, 2012

Klaus Robert Evertz (* 23. Mai 1944 in Krefeld-Hüls; † 13. Mai 2016 in Krefeld) war ein deutscher Politiker (CDU) und Rechtsanwalt.

## Leben
Evertz besuchte in Krefeld die Volksschule und das Gymnasium, das er mit dem Abitur abschloss. Nach dem Schulbesuch leistete er von 1965 bis 1967 seinen Wehrdienst ab und verließ die Bundeswehr als Oberleutnant der Reserve. Anschließend studierte er Rechts- und Staatswissenschaften an der Universität Bonn. Im Jahr 1967 wurde er Mitglied der katholischen Studentenverbindung KDStV Bavaria Bonn im CV. 1972 legte er die erste und 1976 die zweite juristische Staatsprüfung ab.
Evertz war seit 1977 in Krefeld als Rechtsanwalt zugelassen. 1985 erhielt er das Bundesverdienstkreuz am Bande verliehen und 1991  das Verdienstkreuz 1. Klasse. Von 1987 bis 2004 war er Mitglied des Vorstandes der SWK Stadtwerke Krefeld AG.

## Politische Ämter

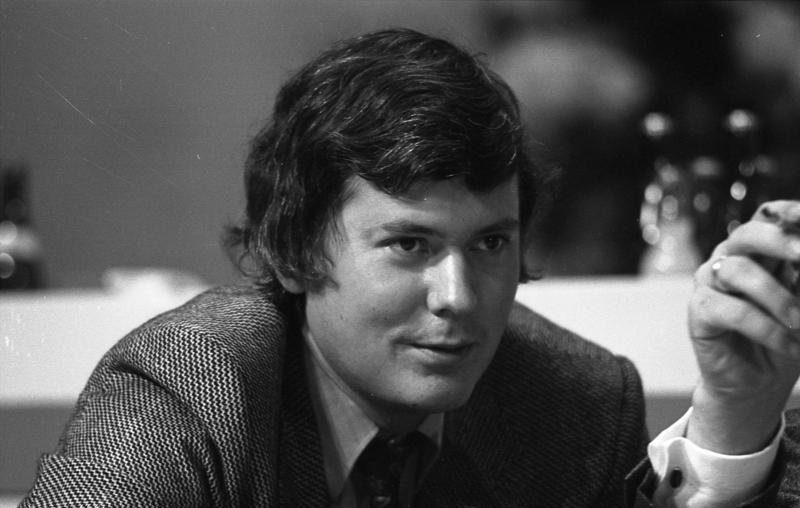
Klaus Evertz, 1973

Evertz, seit 1962 bereits Mitglied der CDU, kam am 5. April 1971 als Nachrücker in den Landtag Nordrhein-Westfalen. Seinerzeit gehörte er zu den jüngsten Abgeordneten des Landtages. 1985 bis 1987 bekleidete er das Amt des stellvertretenden Fraktionsvorsitzenden. Er schied am 30. Mai 1990, nach mehr als drei Wahlperioden aus dem Landtag aus.
Teilweise neben seinem Landtagsmandat war Evertz von 1970 bis 1973 und von 1975 bis 1987 Mitglied des Rates der Stadt Krefeld, von 1982 bis 1987 als Vorsitzender der CDU-Ratsfraktion. Zwischen 1970 und 1972 war er außerdem Mitglied der Landschaftsversammlung des Landschaftsverbands Rheinland. Weitere Parteiämter wurden von ihm bekleidet:
- Landesvorsitzender der Jungen Union NRW (1972–1977)
- Mitglied im Landesvorstand der CDU Rheinland (1971–1987)
- Mitglied des Präsidiums der CDU NRW (1973–1975) und (1977–1981)
- Mitglied des Andenpakts, eines Karrierenetzwerks in der CDU

## Ehrenamtliche Funktionen
Insbesondere in seiner Heimatstadt Krefeld war Klaus Evertz vielfältig ehrenamtlich tätig:
- Sprecher des Vorstandes des VKS im VKU Förderverein e. V. des Verbandes kommunale Stadtreinigung und Abfallwirtschaft im Verband Kommunaler Unternehmen e. V.
- Bezirksleiter und Mitglied des Landesvorstands der DLRG NRW
- Vorsitzender des Stadtsportbundes Krefeld
- Mitglied des Hauptausschusses des Landessportbundes NRW
- Vorstandsmitglied des Krefelder Rennclubs 1997 e. V.
- Vorsitzender des Bürgervereins Grönland 1952 e. V. von 1970–1973[3]
- Kuratoriumsmitglied Stiftung Lebenshilfe Krefeld